# Holandia na Letnich Igrzyskach Olimpijskich 1960
Holandię na Letnich Igrzyskach Olimpijskich 1960 reprezentowało 110 zawodników (80 mężczyzn i 30 kobiet). Reprezentanci Holandii zdobyli 1 srebrny i dwa brązowe medale na tych igrzyskach.

## Zdobyte medale
| Medal  | Zawodnik           | Dyscyplina sportowa | Konkurencja                             |
| ------ | ------------------ | ------------------- | --------------------------------------- |
| Srebro | Marianne Heemskerk | pływanie            | (100 metrów stylem motylkowym kobiet)   |
| Brąz   | Tineke Lagerberg   | pływanie            | (400 metrów stylem dowolnym kobiet)     |
| Brąz   | Wieger Mensonides  | pływanie            | (200 metrów stylem klasycznym mężczyzn) |